# 地震亮点
地震亮点（英語：bright spot）是指地震波屬性在局部顯示的高振幅异常，一般可指碳氢化合物的存在。起因是含碳氢化合物的砂岩其声阻抗比同層含水的声阻抗低的。如果上層被高声阻抗页岩覆蓋，砂岩頂界反射系数在含碳氢化合物地區會增加。因而造成局部亮點
。在深部地層，页岩和砂岩声阻抗会交叉相反，反而造成暗点（dim spot）。